# Групето
Групето (на италиански: gruppetto; на френски: doublé; на немски: Doppelschlag) е вид мелизъм, който представлява последователното изпълнение на мордент и пресечен мордент, изключително легато. Това е орнамент, който се изпълнява с последователно сменяне на 4 тона – горен съседен, главен, долен съседен и отново главен. Когато знакът е изписан между две съседни ноти, групетото започва с главния тон и се състои от 5 ноти. Знаците за алтерация, написани под или над знака за групето, се отнася съответно за горния или долния съседен тон.